# Conicalcita
La conicalcita és un mineral de la classe dels arsenats que pertany al grup de l'adelita-descloizita. Va ser descoberta l'any 1849 a la localitat espanyola d'Hinojosa del Duque (Còrdova), i el seu nom deriva del grec Konia (calç) i khalkós (coure), en al·lusió a la seva composició i als llocs on sol aparèixer.

## Característiques
La conicalcita pertany al grup adelita-descloizita, que agrupa tots els arsenats i vanadats ortoròmbics. És l'anàleg amb arsènic de l'hermannroseïta (CaCuPO₄(OH)). Forma el terme extrem de diverses sèries de solució sòlida, sent els altres extrems:
- austinita, CaZnAsO₄(OH),[3]
- cobaltaustinita, CaCoAsO₄(OH),[4]
- duftita, PbCuAsO₄(OH),[5]
- tangeïta, CaCuVO₄(OH),[6]

A més dels elements de la seva fórmula, CaCu(AsO₄)(OH), sol portar com a impureses que li donen tonalitats: magnesi, fòsfor, vanadi i zinc. És una mena del coure, però de poca importància.
Segons la classificació de Nickel-Strunz, la conicalcita pertany a «08.BH: Fosfats, etc. amb anions addicionals, sense H₂O, amb cations de mida mitjana i gran, (OH, etc.):RO₄ = 1:1» juntament amb els següents minerals: thadeuita, durangita, isokita, lacroixita, maxwellita, panasqueiraita, tilasita, drugmanita, bjarebyita, cirrolita, kulanita, penikisita, perloffita, johntomaita, bertossaita, palermoita, carminita, sewardita, adelita, arsendescloizita, austinita, cobaltaustinita, duftita, gabrielsonita, nickelaustinita, tangeita, gottlobita, hermannroseita, čechita, descloizita, mottramita, pirobelonita, bayldonita, vesignieita, paganoita, jagowerita, carlgieseckeita-(Nd), attakolita i leningradita.

## Formació i jaciments
És un mineral secundari que sol trobar-se en les zones d'oxidació dels jaciments de minerals de coure rics en arsènic. Típicament és el producte d'alteració de l'enargita. Sol trobar-se associada a altres minerals com: olivina, malaquita, limonita, libethenita, jarosita, clinoclasa, brochantita, atzurita o austinita. Als territoris de parla catalana ha estat descrita a la mina Linda Mariquita (El Molar, Priorat).